# Kevin Larroyer

a Compétitions nationales et continentales officielles uniquement.

b Matchs officiels uniquement.
Kevin Larroyer, né le 19 juin 1989 à Toulouse, est un joueur de rugby à XIII français évoluant au poste de deuxième ligne. Formé au Toulouse olympique XIII puis à Saint-Gaudens, il rejoint la Super League et la franchise française des Dragons Catalans en 2012. Après deux saisons en Catalogne, il s'engage par un prêt à Hull KR à partir de 2014 et dispute une finale, perdue, de Challenge Cup en 2015. Ses bonnes performances en club l'amènent en équipe de France pour y disputer notamment la Coupe du monde 2013.
Il n'est pas reconduit à Hull KR fin 2016 en raison de la relégation du club en Championship, il s'engage en 2017 à Castleford qui le prête aussitôt à Bradford en Championship.
Il dispute la saison 2018, avec les Centurions de Leigh, puis est libéré par le club de ses obligations contractuelles à la fin de la saison.
Au mois de décembre 2018, les médias britanniques annoncent son recrutement par le club de Halifax, pour un contrat d'une durée d'un an.

## Palmarès
- Collectif :
  - Finaliste de la Coupe d'Europe des nations : 2014 et 2015 (France).
  - Finaliste de la Challenge Cup : 2015 (Hull KR).
  - Finaliste de la Super League : 2017[4],[5] (Castleford).

### Détails en sélection
| 1.  | 16 juin 2012      | Pays de Galles       | 28-16 | Amical         | Remplaçant     | - | - | - | - |
| 2.  | 3 novembre 2012   | Angleterre           | 4-48  | Amical         | Deuxième ligne | - | - | - | - |
| 3.  | 11 novembre 2012  | Angleterre           | 6-44  | Amical         | Centre         | - | - | - | - |
| 4.  | 20 octobre 2013   | Pays de Galles       | 20-6  | Amical         | Centre         | - | - | - | - |
| 5.  | 27 octobre 2013   | Papouas.-Nlle-Guinée | 9-8   | Coupe du monde | Deuxième ligne | - | - | - | - |
| 6.  | 1er novembre 2013 | Nlle-Zélande         | 0-48  | Coupe du monde | Deuxième ligne | - | - | - | - |
| 7.  | 11 novembre 2013  | Samoa                | 6-22  | Coupe du monde | Deuxième ligne | - | - | - | - |
| 8.  | 18 octobre 2014   | Irlande              | 12-22 | Coupe d'Europe | Deuxième ligne | 4 | 1 | - | - |
| 9.  | 25 octobre 2014   | Pays de Galles       | 42-22 | Coupe d'Europe | Deuxième ligne | - | - | - | - |
| 10. | 31 octobre 2014   | Écosse               | 38-22 | Coupe d'Europe | Centre         | - | - | - | - |
| 11. | 17 octobre 2015   | Irlande              | 31-14 | Coupe d'Europe | Deuxième ligne | 4 | 1 | - | - |
| 12. | 24 octobre 2015   | Angleterre           | 4-84  | Amical         | Deuxième ligne | - | - | - | - |
| 13. | 30 octobre 2015   | Pays de Galles       | 6-14  | Coupe d'Europe | Deuxième ligne | - | - | - | - |
| 14. | 7 novembre 2015   | Écosse               | 32-18 | Coupe d'Europe | Deuxième ligne | 4 | 1 | - | - |
| 15. | 22 octobre 2016   | Angleterre           | 6-40  | Amical         | Remplaçant     | - | - | - | - |